# Ladislav Bareš
Ladislav Bareš (ur. 18 kwietnia 1950 w Libercu) – czechosłowacki, następnie czeski kierowca wyścigowy.

## Kariera
Od końca lat 70. rywalizował Škodą w Pucharze Pokoju i Przyjaźni. W 1978 roku wywalczył 11 miejsce w klasyfikacji ogólnej, natomiast w latach 1979–1980 był trzeci. W roku 1982 został wicemistrzem. W 1985 roku został mistrzem Czechosłowacji w klasie B6. W następnych latach w Pucharze Pokoju i Przyjaźni był czwarty (1987), piąty (1988) i szósty (1989). Po rozpadzie Czechosłowacji rywalizował m.in. w wyścigach górskich, Pucharze Peugeota 306 i Pucharze Forda Fiesty.